# Renfe série S-447
La série 447 est une série d'automotrices électriques de banlieue de la Renfe.

## Origine de la série
Les bons résultats obtenus par la série 446 poussent la Renfe à passer de nouvelles commandes de ce type de matériel. Mais entretemps, la technologie a évolué. Si extérieurement, les 447 sont identiques aux 446 (seule la couleur de la lettre qui suit le numéro de série, blanche pour les 446, jaune pour les 447, permet de les différencier), elles en diffèrent totalement par leurs parties électriques.

## Conception
L'étude de la série 447 commence en 1991. Les futures automotrices étant destinées aux lignes de banlieue de Barcelone et Valence, où la distance entre gares est de 2 à 4 kilomètres, il est décidé d'augmenter leur vitesse maximale par rapport aux 446 en la portant à 120 kilomètres à l'heure et de les doter de meilleures capacités d'accélération grâce à l'utilisation de moteurs triphasés asynchrones enfin au point pour les 3 000 volts.
Les 447 sont construites en quatre lots, par CAF et Alstom pour les parties mécaniques, Siemens et ABB pour les parties électriques.
- Le premier lot comprenant le prototype et 70 unités est fabriqué en 1993
- Le deuxième lot de 46 unités comporte plus de places assises réparties selon des dispositions plus classiques. Il est livré en 1995 et 1996
- Le troisième lot de 20 unités est livré en 1998 et 1999
- Le quatrième lot de 46 unités est livré de 1999 à 2001

## Service
Les 447 effectuent leurs premiers services commerciaux dans la région de Valence en février 1993, puis sur Barcelone en avril. Par la suite, ils essaiment également sur la banlieue de Madrid